# Rhabdoblatta formosana
Rhabdoblatta formosana är en kackerlacksart som först beskrevs av Tokuichi Shiraki 1906.  Rhabdoblatta formosana ingår i släktet Rhabdoblatta och familjen jättekackerlackor.
Artens utbredningsområde är Taiwan. Inga underarter finns listade i Catalogue of Life.